# محمد امین دنون
محمد امین دنون (انگلیسی: Mohamed Amine Dennoun؛ زادهٔ ۹ مهٔ ۱۹۸۶) بازیکن فوتبال اهل الجزایر است.
از باشگاه‌هایی که در آن بازی کرده‌است می‌توان به باشگاه فوتبال المپیک مارسی، باشگاه ورزشی آمیان، و باشگاه فوتبال المپیک شلف اشاره کرد.